# Danielsite
La danielsite è un minerale.